# Pühi
Pühi – wieś w Estonii, w prowincji Tartu, w gminie Kambja.